# Ceratocanthus gundlachi
Ceratocanthus gundlachi är en skalbaggsart som beskrevs av Edgar von Harold 1874. Ceratocanthus gundlachi ingår i släktet Ceratocanthus och familjen Hybosoridae. Inga underarter finns listade i Catalogue of Life.